# Iglesia de San Juan (Castrojeriz)
La iglesia de San Juan es un templo católico de la localidad española de Castrojeriz, en la provincia de Burgos.

## Descripción

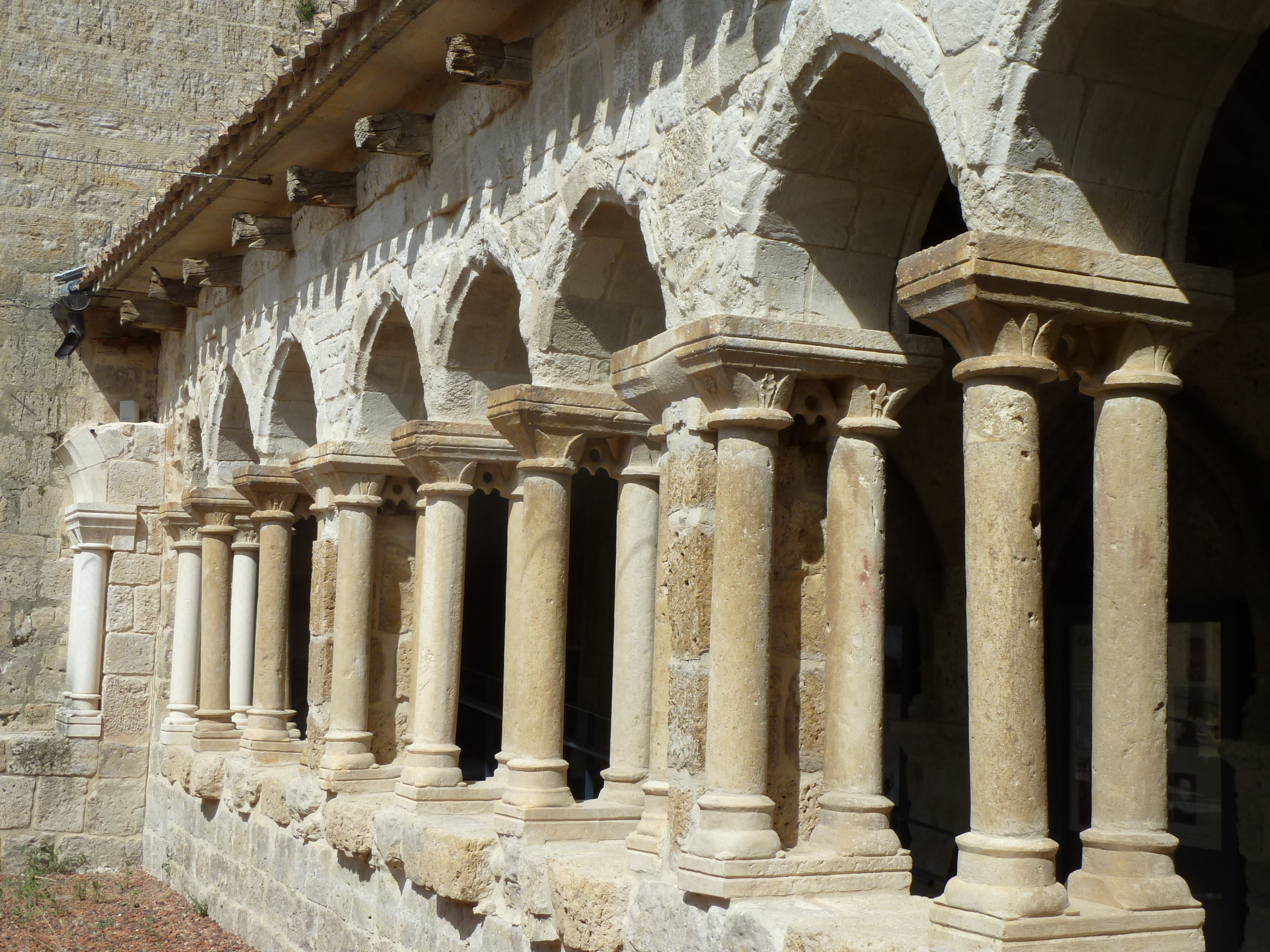
Claustro

El inmueble se encuentra en la localidad burgalesa de Castrojeriz, cabeza del municipio homónimo, en Castilla y León. La construcción de la iglesia actual, de estilo gótico y ubicada en el extremo occidental del núcleo urbano, se dataría a comienzos del siglo XVI.
La iglesia de salón columnaria cuenta con tres naves y tres ábsides, pilares redondos y bóvedas nervadas. A los pies hay una torre, del siglo XIV, y un claustro románico, tosco, hermoseado por una cubierta mudéjar, de artesón y tirantes, toda pintada con adornos y escudos de castillos, leones y bandas. Según Vicente Lampérez se trataría de una construcción de principios del siglo XIII, a la que pertenecen la torre y el claustro, que fue reconstruida en el XVI, conservando la torre y techando de nuevo el claustro.
El 29 de junio de 1990 fue declarada Bien de Interés Cultural, con categoría de monumento, mediante un real decreto publicado el 3 de julio de ese mismo año en el Boletín Oficial del Estado.